# 徐良 (外交官)

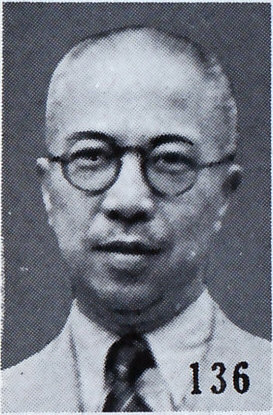

徐良（1893年—1951年），字善伯，广东三水人，康有为弟子徐勤之子。
徐良早年留学日本，就读于横滨大同学校。其后前往美国，毕业于哥伦比亚大学、华盛顿大学。回国后，担任过北京政府司法部、外交部、内务部秘书，中华民国驻美国公使馆秘书，直鲁豫巡阅使署参赞，琼州交涉员，两广巡阅使署高等顾问，北京总统府顾问等职。后又任国民政府驻美国公使馆随员、外交部秘书厅办事员等。1930年代到天津任中原公司董事、中原银行经理。抗日战争期间加入汪精卫政权，历任外交部政务次长、外交专门委员会主任委员、文物保管委员会委员长等。1941年10月出任驻日本大使，回国后任外交部长。其后又任华北政务委员会委员、国民政府委员。抗战结束之后以汉奸罪被捕，1948年被释放。1949年中国人民解放军进入天津后再次将其逮捕。1951年7月被天津当局判处死刑，同年内在天津小王庄刑场被处决。终年58歲。

## 延伸阅读
[在维基数据编辑]
 《游美同學錄·徐良》，出自《游美同學錄》
 在维基共享资源阅览影像